# Distretto di Elaberet
Il distretto di Elaberet è distretto dell'Eritrea nella regione dell'Anseba, con capoluogo Elaberet.